# 建设街道 (佳木斯市)
建设街道，是中华人民共和国黑龙江省佳木斯市向阳区下辖的一个乡镇级行政单位。佳政函【2016】29号文件曾将建设街道撤销，各社区由向阳区直辖。2020年3月，佳木斯市民政局决定恢复设立建设街道。

## 行政区划
建设街道下辖以下地区：
九洲社区、红光社区、同福社区、临江社区、万力社区、木材社区、栋梁社区、林机社区和龙煤社区。